# Napakiak
Napakiak es una ciudad ubicada en el Área censal de Bethel en el estado estadounidense de Alaska. En el Censo de 2010 tenía una población de 354 habitantes y una densidad poblacional de 27,17 personas por km².

## Geografía
Napakiak se encuentra en las coordenadas 60°41′48″N 161°57′7″O / 60.69667, -161.95194. Según la Oficina del Censo de los Estados Unidos, Napakiak tiene una superficie total de 13.03 km², de la cual 11.42 km² corresponden a tierra firme y (12.33%) 1.61 km² es agua.

## Demografía
Según el censo de 2010, había 354 personas residiendo en Napakiak. La densidad de población era de 27,17 hab./km². De los 354 habitantes, Napakiak estaba compuesto por el 2.82% blancos, el 0% eran afroamericanos, el 97.18% eran amerindios, el 0% eran asiáticos, el 3.39% eran isleños del Pacífico, el 0% eran de otras razas y el 0% pertenecían a dos o más razas. Del total de la población el 0% eran hispanos o latinos de cualquier raza.

## Localidades adyacentes
El siguiente diagrama muestra a las localidades más próximas a Napakiak.